# Війни восьми принців
Війна восьми принців — громадянська війна у Китаї, що відбувалася з 291 до 306 року нашої ери. 
В ній брали участь багато князів та герцогів, проте найсильнішими з них були саме 8 феодалів (це і дало назву війні). Проте цей конфлікт не був безперервним. Війна була серією конфліктів між якими був певний проміжок миру. Війна восьми принців принесла велику розруху в Китай. Також, її наслідком є збільшення впливу варварів на китайські землі.